# Công viên thành phố ở Bielawa

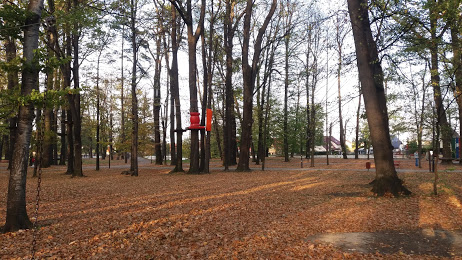
Công viên Thành phố ở Bielawa

Công viên thành phố ở Bielawa (tiếng Ba Lan: Park Miejski w Bielawie) là một trong những công viên lâu đời và nổi tiếng ở Bielawa. Công viên bắt đầu hoạt động từ năm 1850 và có địa chỉ tại số 11 Phố Wojska Polskiego, Bielawa, Ba Lan.

## Hình ảnh

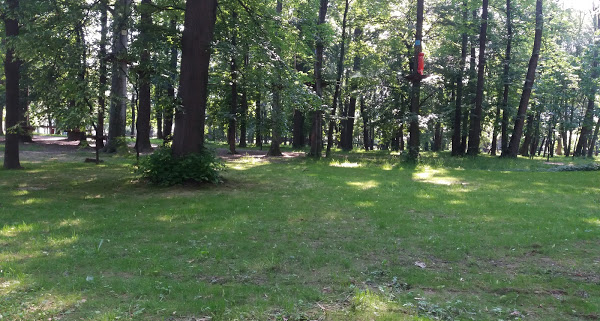
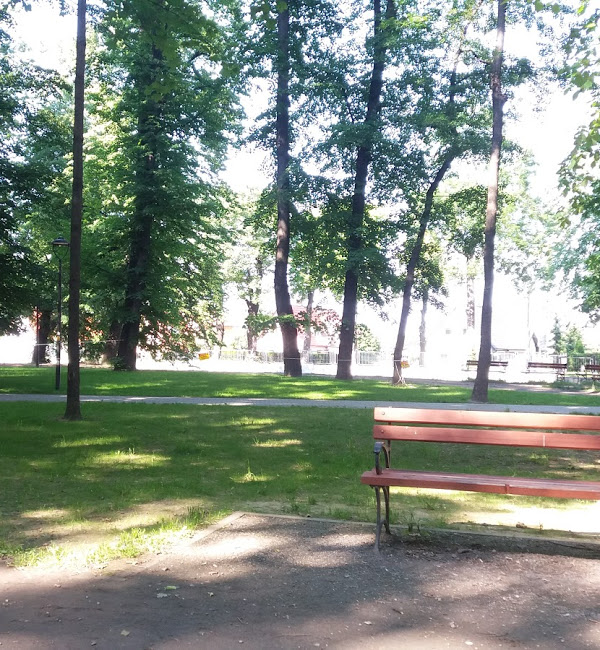
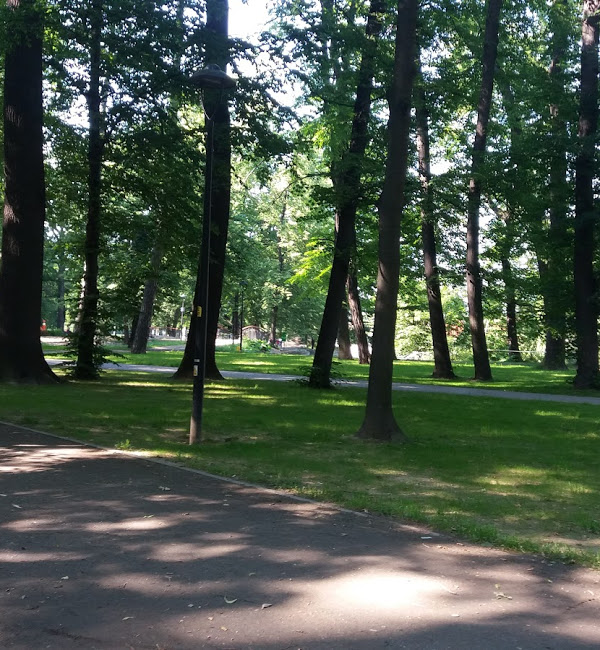

## Lịch sử
Công viên thành phố ở Bielawa được gia đình Seidlitz thành lập vào năm 1850. Ngày 1 tháng 9 năm 1930, chính quyền thị trấn mua lại công viên. Sau đó, nhiều gian hàng và cơ sở vật chất được xây dựng thêm tại đây để phát triển kinh tế. Hiện nay, Trung tâm Thể thao và Giải trí Bielawa quản lý công viên này.